# Hermann Behmer

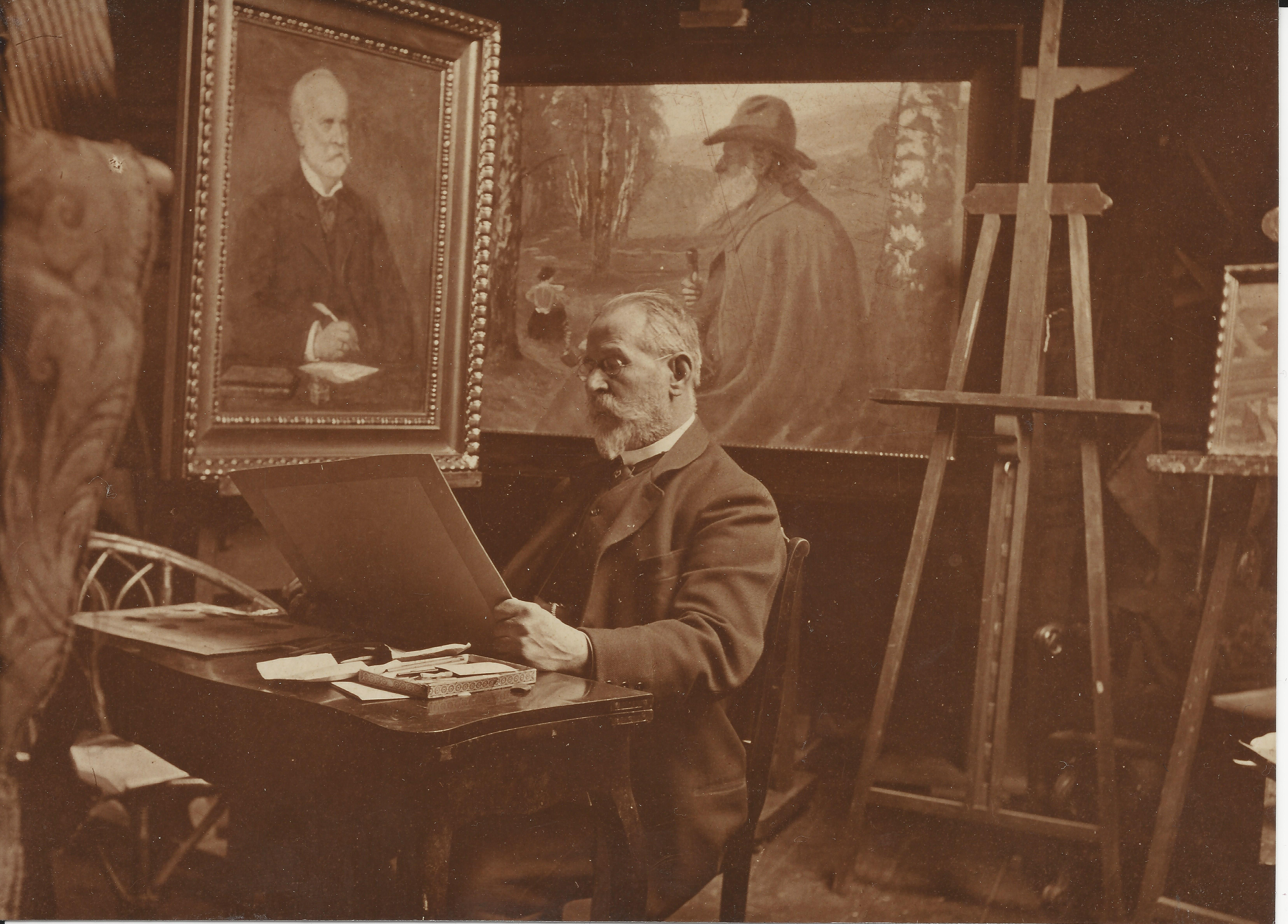
Hermann Behmer im Atelier in Weimar, um 1910

Hermann Karl Engelhardt Behmer (* 13. November 1831 in Merzien; † 24. Juli 1915 in Weimar) war ein deutscher Porträt-, Genre- und Historienmaler.

## Leben
Behmer studierte ab 1853 in Berlin bei Carl Steffeck, ab 1855 an der Königlich Preußischen Akademie der Künste als Schüler von Eduard Holbein. 1856–1861 war er Schüler von Thomas Couture und Charles Damour in Paris, ab 1859 Studium an der École des beaux-arts bei Hippolyte Flandrin. Nach 1861 unternahm er einen Studienaufenthalt in Italien, 1866–1868 war er in Ägypten und Palästina unterwegs und anschließend in Berlin ansässig. Ab 1866 war seine regelmäßige Teilnahme an den Berliner Akademie-Ausstellungen zu verzeichnen. Er siedelte 1873 nach Weimar über und war als Porträtmaler der Aristokratie und des Bürgertums tätig. 1876 nahm er an der Weltausstellung in Philadelphia teil und erhielt eine Auszeichnung mit einer Medaille. 1906 war er der Auslöser des Rodinskandals in Weimar.

## Werke
- Innenraum mit einer Familie, 1857, Öl/Pappe, 27 × 35,5 cm, sign. u.l.: Marlotte 1857 H. Behmer, Weimar, Klassik Stiftung Weimar, Kunstsammlungen, Inv. Nr. G 652
- Straße in Marlotte, 1857, Öl/Malpappe, 25,3 × 34 cm, bez. u.l.: Marlotte 1857, bez. u.r.: H. Behmer, Weimar, Klassik Stiftung Weimar, Kunstsammlungen, Inv. Nr. G 653